# Mantella ebenaui
Mantella ebenaui is een kikker uit de familie gouden kikkers (Mantellidae). De soort komt endemisch voor op het Afrikaanse eiland Madagaskar.

## Uiterlijke kenmerken
De morfologie en het kleurpatroon van Mantella ebenaui is vrijwel gelijk aan dat van Mantella betsileo; er zijn nog geen verschillen ontdekt. Een volwassen mannetje heeft een lichaamslengte van 18 tot 22 millimeter, het vrouwtje tussen de 22 en 30 millimeter. De bovenzijde is gelig, roodachtig of lichtbruin en heeft regelmatig een diamantvormig patroon. De flanken zijn zwart. Ook de onderzijde is zwart en heeft lichtblauwe vlekken die tot de keel lopen.

## Gedrag en leefwijze
Deze kikkersoort leeft voornamelijk op het land en voedt er zich met kleine insecten, zoals vliegen, mieren en kevers. De kikkers zijn overdag het actiefst, met name in de ochtend en na een zware regenbui.
Mannetjes laten zich horen door korte, dubbele klikgeluiden.  Het vrouwtje legt haar eieren op het land in de buurt van waterpartijen, zoals poelen en beekjes. Tijdens het regenseizoen worden de kikkervissen naar het water gespoeld.

## Verspreiding en habitat
Mantella ebenaui is endemisch op Madagaskar en komt veelvuldig voor in het noordoosten van het eiland, inclusief in de omgeving van de rivier de Sambirano en op de eilanden Nosy Be, Nosy Faly, Nosy Komba en Île Sainte-Marie. Zijn leefgebied is heel divers, hij is aangetroffen tot 900 meter boven het zeeniveau in regenwouden, droge en gedegradeerde bossen en op open terreinen.

### Beschermingsstatus
De soort heeft een groot aanpassingsvermogen en kent slechts weinig bedreigingen. Mantella ebenaui is derhalve als 'niet bedreigd' (Least Concern) opgenomen op de Rode Lijst van de IUCN. Op de lijst van CITES, een internationale overeenkomst over de handel in dieren en planten, is hij opgenomen in Bijlage II, wat wil zeggen dat voor de export een vergunning moet worden aangevraagd.

## Taxonomie
Mantella ebenaui werd in 1880 voor het eerst geldig gepubliceerd door de Duitse zoöloog Oskar Boettger. Sommige wetenschappers beschouwen de soort als een synoniem van M. betsileo. De soortaanduiding ebenaui is een eerbetoon aan Karl Ebenau.